# Christopher Ehret
Christopher Ehret , né le 27 juillet 1941 et mort le 25 mars 2025 à Thousand Oaks, professeur (Professor Emeritus) à l'Université de Californie à Los Angeles, est un universitaire américain, spécialiste de l'histoire de l'Afrique et de la linguistique historique de ce continent. Il est particulièrement connu pour ses travaux consistant à rapprocher la taxonomie linguistique des données archéologiques. Il a publié une dizaine d'ouvrages, dont History and the Testimony of Language (2011) et A Dictionary of Sandawe (2012), ce dernier co-écrit avec son épouse, Patricia Ehret. Il est aussi l'auteur d'environ soixante-dix articles couvrant une vaste palette de sujets historiques, linguistiques et anthropologiques, dont, notamment une monographie sur la classification des langues bantoues, des travaux portant sur la reconstruction des langues sémitiques et des langues proto-couchitiques et, en collaboration avec Mohamed Nuuh Ali, la classification des langues somalies. Il est aussi contributeur à de nombreuses notices d'encyclopédies sur des sujets touchant à l'Afrique et à l'histoire mondiale.

## Travaux et réceptions
Les livres historiques d'Ehret sont consacrés aux débuts de l'histoire africaine. Dans An African Classical Age (1998), il postule que la période allant de 1000 av. J.-C. à 400 apr. J.-C. est une « époque classique » au cours de laquelle diverses technologies et structures sociales importantes ont pris forme pour la première fois. Son ouvrage, Civilizations of Africa: A History to 1800 (2002), traite de l'histoire africaine depuis la fin de la dernière période glaciaire jusqu'à la fin du XVIIIe siècle. Avec l'archéologue Merrick Posnansky il a également publié The Archaeological and Linguistic Reconstruction of African History (1982), une étude de l'état (à l'époque) des corrélations entre les découvertes linguistiques et archéologiques dans les différentes grandes régions du continent.
Dans sa recension de An African Classical Age, Ronald Atkinson qualifie l'ouvrage de difficile à lire, mais conclut que « le résultat est une histoire sociale et culturelle remarquablement riche et évocatrice… » et qu'« il deviendra un classique et façonnera la future bourse d'études de l'histoire de l'Afrique ancienne pendant longtemps pour les années à venir. » Kennell Jackson écrit que « à mi-chemin du livre, l'immensité de sa synthèse devient apparente, ainsi que la qualité d'Ehret en tant que conceptualisateur historique. Il remet en question à plusieurs reprises les idées stéréotypées sur la causalité, la linéarité comme modèle de changement et les facteurs culturels affectant l'innovation… Ehret a écrit un fabuleux livre d'histoire africaine, faisant la promotion d'un genre loin des omniprésentes études sur l'esclavage et loin de l'histoire sociale coloniale à la mode. » Peter Robertshaw propose une analyse plus mesurée : « Ehret a produit une histoire remarquablement cohérente et détaillée qui devrait stimuler les futures recherches. »
L'historienne Esperanza Brizuela-Garcia, dans sa critique de The Civilizations of Africa, qualifie ce livre de « stimulant et innovant » pour présenter « l'histoire des débuts de l'Afrique dans le contexte de vastes processus historiques tels que le développement de l'agriculture, l'émergence de la métallurgie et l'évolution du commerce… Il donne à ces thèmes un traitement approfondi et magistral… En examinant les grands thèmes de l'histoire de l'expérience humaine, Ehret est capable d'expliquer ce qui rend l'Afrique unique et ce qui la rend comparable aux autres continents. » Elle conclut : « La réalisation la plus importante du livre d'Ehret est que, finalement, l'histoire des débuts du continent est prise au sérieux et est présentée en détail et sous une forme qui rend justice à sa complexité et à sa profondeur. On espère que Christopher Ehret a initié une nouvelle tendance concernant l'écriture de manuels d'histoire africaine, qui remet en question les chronologies et les idées précédemment acceptées et nous présente une interprétation qui relie l'histoire sociale, économique, politique et culturelle. » Scott MacEachern, dans sa recension du même ouvrage, ajoute une perspective archéologique : « Le livre est bien écrit, complet et illustre abondamment la richesse et la complexité des sociétés africaines sur plusieurs milliers d'années. Il aurait été utile de discuter davantage des méthodologies et de la compatibilité des données, et de dresser une liste de références plus complète. Il constituera un excellent texte d'introduction pour les cours d'histoire africaine, surtout s'il est complété par des livres et des articles qui reflètent d'autres méthodes de recherche et leurs résultats. »
L'ouvrage linguistique d'Ehret, Reconstructing Proto-Afroasiatic (Proto-Afrasian): Vowels, Tone, Consonants, and Vocabulary (1995), fait l'objet d'une recension détaillée par le spécialiste reconnu Ekkehard Wolff. Ce dernier écrit : « L'ouvrage majeur d'Ehret est un steeple-chase à travers un terrain difficile, dans lequel le cavalier reste fermement en selle. » Après un commentaire critique très complet, Wolff conclut « Ehret a cherché à écrire un futur classique. » Cet ouvrage paraît la même année qu'un ouvrage concernant la même famille de langues, dû à Vladimir Orel et Olga Stolbova, Hamito-Semitic Etymological Dictionary: Materials for a Reconstruction. Deux recensions donnent une évaluation comparative des deux livres ; l'une est plutôt positive concernante Ehret [source insuffisante], une autre est plus réservée.
Son ouvrage de 2001, A Historical-Comparative Reconstruction of Nilo-Saharan, fait l'objet d'une réception mitigée.  Václav Blažek note des points faibles en matière de linguistique. Le sociologue et linguiste Gérard Philippson, dans une recension, émet des doutes quant à certaines relations sémantiques et à certains changements des sons présentés dans le livre. Les arguments présentés concernant la branche « soudanique centrale » de la famille des langues nilo-sahariennes lui semblent critiquables tandis l'étude du soudanique oriental lui paraissent convaincantes et solides ; il conclut : « Même les chercheurs s'opposant à cette reconstruction disposeront, en tous cas, d'une somme de matériaux, clairement présentés dans l'ensemble, sur lesquels ils pourront s'appuyer pour mettre en cause ou rebâtir l'ensemble proposé. Il s'agit de toutes façons d'un travail qui ne saurait être ignoré. »

## Travaux plus récents
Plus récemment, Christopher Ehret oriente son travail vers d'autres directions. L'une concerne les systèmes de parenté, une autre concerne l'application des méthodes de reconstruction linguistique aux théories anthropologiques et à l'histoire mondiale. Il collabore aussi avec des généticiens afin de rapprocher les données linguistiques et génétiques et participe au développement d'outils mathématiques permettant de dater l'histoire linguistique.